# Frédéric Boyenga Bofala
Frédéric Boyenga Bofala est docteur en droit international public et ancien enseignant-chercheur à l'université de Lille 2[réf. souhaitée]. Né le 3 février 1960 à Mbandaka, province de l'Équateur en République démocratique du Congo. Il est président de l'Union pour la République - Mouvement national (UNIR MN), un micro parti politique de la RDC.
Le 17 novembre 2016 il est arrêté avec son accompagnateur en République démocratique du Congo. Il est accusé par les autorités de « fomenter un coup pour déstabiliser la République ». Frédéric Boyenga Bofala est libéré le 3 février 2017.

## Publications
Frédéric Boyenga Bofala a publié :
- Mon appel pour la mise en place de la Geronsia : Un Conseil National des Anciens pour la facilitation et la coordination du Synode national sur la relance et l’achèvement du processus démocratique et électoral en République Démocratique du Congo, 2016
- Comment sortir de l'impasse politique pour relancer et achever le processus démocratique et électoral en RDC, 2016
- De la fin de la crise des Grands Lacs à la nouvelle alliance intime, 2014
- Au Nom du Congo Zaïre, en janvier 2012,
- Congo-Zaïre - Refaire la République : mission sacrée d'une génération, en juillet 2001,
- Agenda pour le rétablissement et le maintien de la paix dans la région des grands-Lacs, la restauration de l'intégrité territoriale et le rétablissement de la République au Congo-Zaïre, en mars 2002,
- Congo-Zaïre - Notre Cause : Le message et les ambitions d'une juste cause, en janvier 2003.